# 6-Stunden-Rennen von Vallelunga 1973

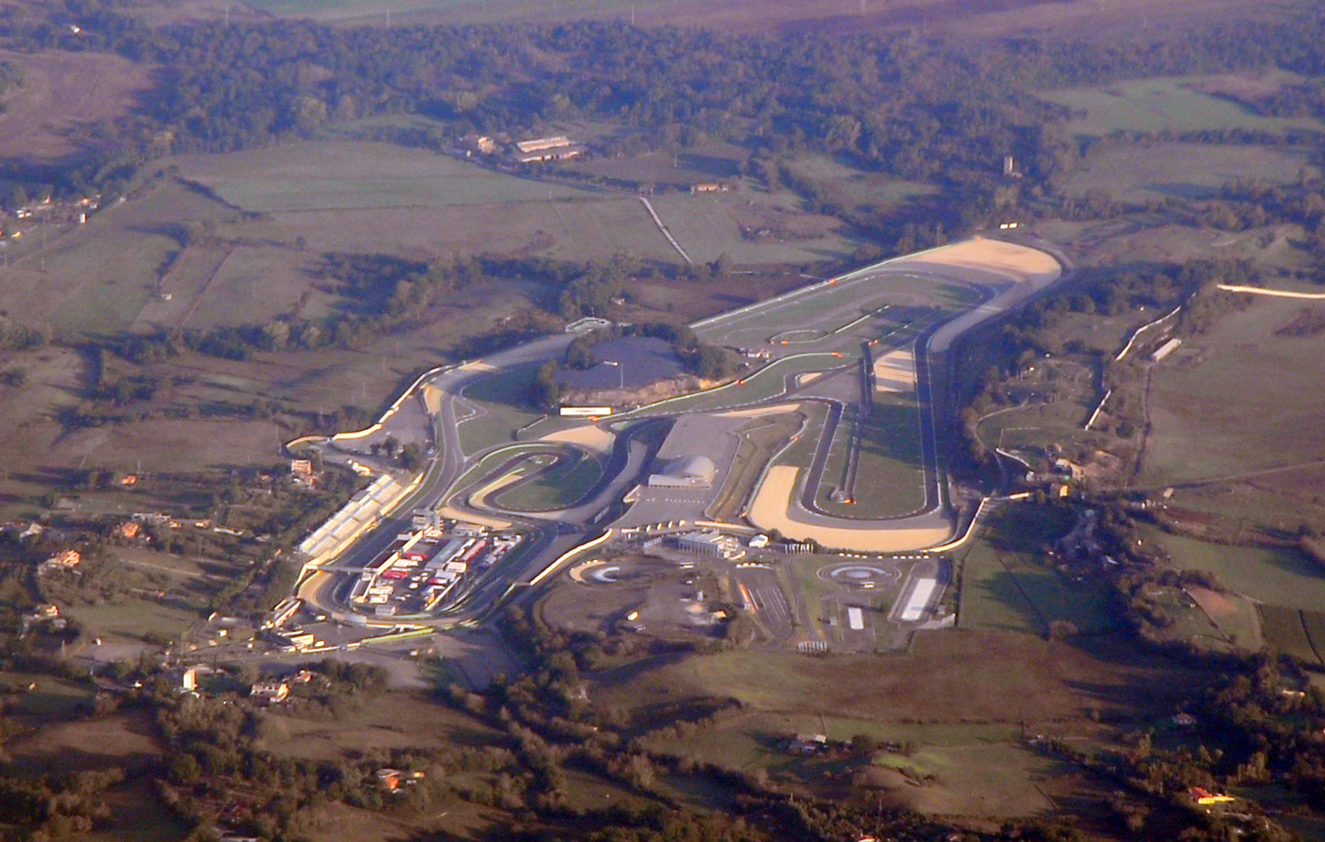
Das Autodromo Vallelunga

Das 6-Stunden-Rennen von Vallelunga 1973, auch 6 Ore di Vallelunga, Vallelunga, fand am 25. März auf dem Autodromo Vallelunga statt und war der zweite Wertungslauf der Sportwagen-Weltmeisterschaft dieses Jahres. 

## Das Rennen
1973 fand auf dem Autodromo Vallelunga erstmals ein Wertungslauf der Sportwagen-Weltmeisterschaft statt. Die 1951 eröffnete Rennstrecke hatte 1973 eine Streckenlänge von 3,206 Kilometern. Das Rennen in Vallelunga war 1973 der zweite Weltmeisterschaftslauf. Die Saison hatte im Februar mit dem 24-Stunden-Rennen von Daytona begonnen. Das Rennen gewannen Peter Gregg und Hurley Haywood im Porsche 911 Carrera RSR vor dem Ferrari 365 GTB/4 Competizione von François Migault und Milt Minter. 
Von den neun Fahrgestellen des Ferrari 312PB wurden Ende 1972 drei an Sammler verkauft, die die Auflage erhielten, die Fahrzeuge nicht bei Rennen einzusetzen. Für das Rennen in Vallelunga meldete die Scuderia Ferrari drei Einsatzwagen, die von den Teams Tim Schenken/Carlos Reutemann, Jacky Ickx/Brian Redman und Arturo Merzario/Carlos Pace gefahren wurden. Durch Streiks in Italien wurde die Endmontage der drei Rennwagen in den Ferrari-Werkshallen in Maranello stark behindert, sodass die Fahrzeuge erst an der Rennstrecke abschließend zusammengebaut werden konnten. In Vallelunga kam es zum ersten Aufeinandertreffen zwischen der Scuderia Ferrari und den MS670B von Matra Sports. 1972 waren sich der italienische und der französische Rennstall die gesamte Saison aus dem Wege gegangen und auch bei der Saisoneröffnung in Daytona waren beide Teams nicht am Start. Matra-Technikchef Bernard Boyer meldete zwei Wagen für Henri Pescarolo/Gérard Larrousse und François Cevert/Jean-Pierre Beltoise. Die Mirage M6 von Gulf Racing fuhren Mike Hailwood/Vern Schuppan und Derek Bell/Howden Ganley. Vern Schuppan kam kurzfristig ins Team und ersetzte den bei einem Unfall in Brands Hatch verletzten John Watson. 
Entscheidend für den Rennausgang war die starke Abnutzung der Vorderreifen bei den Ferrari 312PB, die durch permanentes Untersteuern ausgelöst wurde. Das bedingte mehrere ungeplante Boxenstopps bei Ferrari. Lange führte der Cevert/Beltoise-Matra, der zur Halbzeit des Rennens mit einem Vorsprung von drei Runden wegen eines Motorschadens ausfiel. Vor den letzten Boxenstopps führte Carlos Reutemann im Ferrari 19 Sekunden vor dem Matra von Gérard Larrousse. Boyer ließ daraufhin Cevert den Matra bis zum Rennende fahren. Cevert machte aus dem Rückstand bis zum Ziel einen Vorsprung von einer Minute, wobei Reutemann die letzten drei Runden langsam fahren musste, da dem Ferrari fast das Benzin ausging.

## Ergebnisse

### Schlussklassement
| 1                  | S 3.0 | 5  | Equipe Matra-Simca        | Henri Pescarolo Gérard Larrousse François Cevert | Matra-Simca MS670B  | 290 |
| 2                  | S 3.0 | 3  | Spa Ferrari SEFAC         | Tim Schenken Carlos Reutemann                    | Ferrari 312PB       | 290 |
| 3                  | S 3.0 | 11 | Spa Ferrari SEFAC         | Jacky Ickx Brian Redman                          | Ferrari 312PB       | 289 |
| 4                  | S 3.0 | 2  | Spa Ferrari SEFAC         | Arturo Merzario Carlos Pace                      | Ferrari 312PB       | 288 |
| 5                  | S 3.0 | 12 | Reinhold Joest            | Reinhold Joest Mario Casoni                      | Porsche 908/03      | 272 |
| 6                  | S 3.0 | 25 | Scuderia Filipinetti      | Reine Wisell Jean-Louis Lafosse                  | Lola T282           | 268 |
| 7                  | GT    | 9  | Martini Racing Team       | George Follmer Willi Kauhsen                     | Porsche Carrera RSR | 251 |
| 8                  | GT    | 8  | Martini Racing Team       | Gijs van Lennep Herbert Müller                   | Porsche Carrera RSR | 251 |
| 9                  | S 3.0 | 31 | Porsche Club Romand       | Claude Haldi Juan Fernández                      | Porsche 908/03      | 229 |
| 10                 | S 2.0 | 45 | Scuderia S. Michele       | Giovanni Morelli Mauro Nesti                     | Chevron B21         | 227 |
| 11                 | S 2.0 | 28 | Eris Tondelli             | Eris Tondelli Stefano Buonapace                  | Chevron B21         | 225 |
| 12                 | S 2.0 | 14 | Intertech Steering Wheels | Trevor Twaites Brendan McInerney                 | Chevron B21/B23     | 221 |
| Ausgefallen        |       |    |                           |                                                  |                     |     |
| 13                 | S 3.0 | 7  | Gulf Racing               | Mike Hailwood Vern Schuppan                      | Mirage M6           | 210 |
| 14                 | S 2.0 | 18 | Ember Racing              | Bob Howlings John Hine Lee Kaye                  | Chevron B19/21      | 178 |
| 15                 | S 3.0 | 4  | Equipe Matra-Simca        | François Cevert Jean-Pierre Beltoise             | Matra-Simca MS670B  | 155 |
| 16                 | GT    | 32 | Porsche Club Romand       | Bernard Chenevière Peter Zbinden                 | Porsche Carrera RSR | 130 |
| 17                 | S 3.0 | 26 | Scuderia Brescia Corse    | Carlo Facetti Marsilio Pasotti                   | Alfa Romeo T33/TT/3 | 93  |
| 18                 | S 3.0 | 6  | Gulf Racing               | Derek Bell Howden Ganley                         | Mirage M6           | 79  |
| 19                 | S 2.0 | 21 | Scuderia Brescia Corse    | Vincenzo Cazzago Giancarlo Gagliardi             | Lola T290           | 78  |
| 20                 | S 2.0 | 44 | Scuderia Pegaso           | Eugenio Renna Ignazio Capuano                    | Chevron B23         | 78  |
| 21                 | S 2.0 | 23 | Scuderia Vesuvio          | Cosimo Turizio Ciro Nappi                        | Chevron B21         | 25  |
| 22                 | S 2.0 | 11 | AMS Corse                 | Francesco Cerulli-Irelli Carlo Zuccoli           | AMS 273             | 18  |
| Nicht gestartet    |       |    |                           |                                                  |                     |     |
| 23                 | S 3.0 | 29 | Giorgio Schön             | Giorgio Schön Jean Canonica                      | Lola T292           | 1   |
| 24                 | S 2.0 | 36 | Cesare Garone             | Aladino Stefanelli Gérard Camilli                | AMS 273             | 2   |
| Nicht qualifiziert |       |    |                           |                                                  |                     |     |
| 25                 | GT    | 22 | Marcello Gallo            | Marcello Gallo Cristiano Del Balzo               | De Tomaso Pantera   | 3   |
| 26                 | GT    | 24 | P. La Starza              | P. La Starza Claudio Bruschi                     | Porsche 914/6       | 4   |
| 27                 | GT    | 34 | Mario Radicella           | Mario Radicella Carlo Pietromarchi               | De Tomaso Pantera   | 5   |

1 nicht gestartet
2 nicht gestartet
3 nicht qualifiziert
4 nicht qualifiziert
5 nicht qualifiziert

### Nur in der Meldeliste
Hier finden sich Teams, Fahrer und Fahrzeuge, die ursprünglich für das Rennen gemeldet waren, aber aus den unterschiedlichsten Gründen daran nicht teilnahmen. 
| Pos. | Klasse | Nr. | Team                | Fahrer                       | Chassis           |
| ---- | ------ | --- | ------------------- | ---------------------------- | ----------------- |
| 28   | S 2.0  | 15  | Escuderia Montjuich | José Juncadella              | Chevron B21/23    |
| 29   | S 2.0  | 16  | Roger Heavens       | Roger Heavens                | Chevron B21/23    |
| 30   | S 2.0  | 19  | John Miles          | John Miles Andrea de Adamich | GRD S72           |
| 31   | S 2.0  | 26  | Franco Berruto      | Franco Berruto Mario Ilotte  | Abarth 2000       |
| 32   | S 2.0  | 27  | Lino Caprioli       | Lino Caprioli                | Lola T290         |
| 33   | S 3.0  | 30  | Giorgio Pianta      | Giorgio Pianta               | Lola T282         |
| 34   | GT     | 33  | Massimo de Antoni   | Massimo de Antoni            | Ferrari 365 GTB/4 |
| 35   | GT     | 35  | Spartaco Dini       | Spartaco Dini                | Porsche 911S      |
| 36   | S 3.0  | 37  | Wicky Racing Team   | Max Cohen-Olivar             | Porsche 908/02    |
| 37   | S 3.0  | 38  | Walter Brun         | Walter Brun                  | Porsche 908/02    |
| 38   | GT     | 39  | Wicky Racing Team   | André Wicky                  | De Tomaso Pantera |
| 39   | S 2.0  | 41  | Stefano Buonapace   | Stefano Buonapace            | Chevron B23       |

### Klassensieger
| Klasse | Fahrer           | Fahrer           | Fahrer          | Fahrzeug            | Platzierung im Gesamtklassement |
| ------ | ---------------- | ---------------- | --------------- | ------------------- | ------------------------------- |
| S 3.0  | Henri Pescarolo  | Gérard Larrousse | François Cevert | Matra-Simca MS670B  | Gesamtsieg                      |
| S 2.0  | Giovanni Morelli | Mauro Nesti      |                 | Chevron B21         | Rang 10                         |
| GT     | George Follmer   | Willy Kauhsen    |                 | Porsche Carrera RSR | Rang 7                          |

### Renndaten
- Gemeldet: 39
- Gestartet: 22
- Gewertet: 12
- Rennklassen: 3
- Zuschauer: 30000
- Wetter am Renntag: warm und trocken
- Streckenlänge: 3,206 km
- Fahrzeit des Siegerteams: 6:00:00,000 Stunden
- Gesamtrunden des Siegerteams: 290
- Gesamtdistanz des Siegerteams: 929,630 km
- Siegerschnitt: 154,938 km/h
- Pole Position: François Cevert – Matra-Simca MS670B (#4) – 1:08,550 = 168,348 km/h
- Schnellste Rennrunde: Tim Schenken – Ferrari 312PB (#3) – 1:09,700 = 165,570 km/h
- Rennserie: 2. Lauf zur Sportwagen-Weltmeisterschaft 1973